# Microthyriaceae
Microthyriaceae es una familia de hongos con una ubicación incierta en la clase Dothideomycetes.

## Géneros
Los siguientes 49 géneros están incluidos en Microthyriaceae, según 2007 Outline of Ascomycota.
Actinomyxa —
Actinopeltis —
Arnaudiella —
Asterinella —
Asterinema —
Asteritea —
Asteronia —
Byssopeltis —
Calothyriopsis —
Caribaeomyces —
Caudella —
Cirsosina —
Cirsosiopsis —
Cyclotheca —
Dictyoasterina —
Govindua —
Helminthopeltis —
Hidakaea —
Hugueninia —
Lembosiella —
Lichenopeltella —
Maublancia —
Microthyrium —
Muyocopron —
Pachythyrium —
Palawania —
Petrakiopeltis —
Phaeothyriolum —
Phragmaspidium —
Platypeltella —
Polycyclinopsis —
Polystomellina —
Resendea —
Sapucchaka —
Scolecopeltidium —
Seynesiella —
Seynesiopeltis —
Stegothyrium —
Tothia —
Trichopeltella —
Trichopeltina —
Trichopeltospora —
Trichopeltum —
Trichothyriella —
Trichothyrinula —
Trichothyriomyces —
Trichothyriopsis —
Trichothyrium —
Xenostomella